# Helga Scholten
Helga Scholten (* 24. August 1963 in Kalkar) ist eine deutsche Althistorikerin.
Helga Scholten studierte 1983/84 Geschichte, Politische Wissenschaften und Pädagogik an der RWTH Aachen und wechselte nach dem ersten Semester an die Heinrich-Heine-Universität Düsseldorf, wo sie Geschichte und Soziologie studierte. Sie schloss mit dem Magister Artium ab und begann ein Promotionsstudium, das sie im Februar 1994 beendete. Thema der Dissertation war Der Eunuch in Kaisernähe. Zur politischen und sozialen Bedeutung des Praepositus sacri cubiculi im 4. und 5. Jahrhundert n. Chr. Von März 1991 bis März 1995 war Scholten wissenschaftliche Hilfskraft bei der Erstellung einer numismatischen Datenbank an der Universität Düsseldorf und zudem dort von 1993 bis 1995 Lehrbeauftragte. Zum September 1995 wechselte sie als wissenschaftliche Assistentin an die Universität Duisburg. Dort habilitierte sie sich mit einer Arbeit zum Thema Die Sophistik. Eine Bedrohung für die Religion und Politik der Polis? Eine historische Analyse. Die venia legendi wurde ihr im Juni 2001 erteilt. Scholten wurde im September Hochschuldozentin in Duisburg. Von 2003 bis 2006 vertrat sie an der Universität Siegen Theodora Hantos auf deren Lehrstuhl für Alte Geschichte in der Zeit, in der diese Rektorin der Universität war. Danach wechselte sie wieder als Hochschuldozentin und Privatdozentin nach Duisburg, blieb zudem auch Lehrbeauftragte in Siegen. Seit 2009 lehrte sie als Außerplanmäßige Professorin an der Universität Duisburg-Essen, im Wintersemester 2009/10 vertrat sie die Professur für Alte Geschichte an der Universität Mainz. Seit Oktober 2017 ist sie Außerplanmäßige Professorin und Akademische Oberrätin an der Ruhr-Universität Bochum.
Scholten beschäftigt sich vor allem mit der griechischen Geschichte, der Zeit des römischen Prinzipats, der Spätantike und der Sozialgeschichte der Antike. Sie forscht auch zur Epigraphik und Numismatik.

## Schriften
- Der Eunuch in Kaisernähe. Zur politischen und sozialen Bedeutung des Praepositus sacri cubiculi im 4. und 5. Jahrhundert n. Chr. (= Prismata. Beiträge zur Altertumswissenschaft. Band 5). Lang, Frankfurt am Main u. a. 1995, ISBN 3-631-48693-6.
- Die Sophistik. Eine Bedrohung für die Religion und Politik der Polis? . Akademie-Verlag, Berlin 2003, ISBN 3-05-003729-6.
- als Herausgeberin: Die Wahrnehmung von Krisenphänomenen. Fallbeispiele von der Antike bis in die Neuzeit. Böhlau, Köln-Weimar-Wien 2007, ISBN 978-3-412-14506-4.